# Jean-Denis Thomas
Jean-Denis Thomas est un homme politique français né le 9 avril 1750 à Notre-Dame-de-la-Grace (Eure) et décédé le 23 avril 1812 à Rouen (Seine-Maritime).

## Biographie
Jean Denis Thomas nait le 9 avril 1750 à Notre-Dame-de-la-Grace, fils de Jean Denis, marinier et d'Anne Angélique Guérard. Il est baptisé le lendemain.
Il se marie le 17 septembre 1782 à Rouen, paroise Saint-Denis avec Marie Anne Elisabeth Audaille, fille de Maximilien et Marie Reine Grongnet.
Avocat, il est juge au tribunal de district de Rouen en 1790 puis commissaire du roi auprès du tribunal criminel. Procureur syndic du district de Rouen, administrateur du département sous le Directoire, il devient juge au tribunal civil puis accusateur public près le tribunal criminel sous le Consulat. Il est député de la Seine-Inférieure de 1804 à 1809. Procureur impérial à Rouen, il est chevalier d'Empire en 1809 et conseiller à la cour d'appel de Rouen en 1811.
Il meurt le 23 avril 1812 à Rouen.

## Sources
- « Jean-Denis Thomas », dans Adolphe Robert et Gaston Cougny, Dictionnaire des parlementaires français, Edgar Bourloton, 1889-1891 [détail de l’édition]